# Martin Graff
Martin Graff (* 22. Juni 1944 in Münster im Elsass; † 4. August 2021 in Soultzeren) war ein elsässischer Autor, Filmemacher, Journalist, Kabarettist und Pfarrer.

## Leben und Wirken
Graff studierte evangelische Theologie, Philosophie und Romanistik an der Universität Straßburg. Er war Pfarrer in Straßburg, bevor ihn die Kirche Augsburgischen Bekenntnisses von Elsass und Lothringen zum Kirchenfunk des Saarländischen Rundfunks nach Saarbrücken schickte.
Er schrieb zahlreiche Bücher auf Französisch oder Deutsch zum Thema Grenzen, Minderheiten und Religion. 1998 bereiste er für den Europarat viele Grenzregionen von Murmansk bis San Sebastian und von Vukovar bis Maastricht. Darüber hinaus galt er als Donau-Spezialist. Er bereiste mehrfach die Länder zwischen dem Schwarzen Meer und dem Schwarzwald. Oft wurde er als „Grenzgänger“ und als „Gedankenschmuggler“ bezeichnet.
Sein in ein Gedicht gegossenes Motto lautete: „Hänge deine Wurzeln an die Luft und klettere auf die Sterne. Raus aus deiner Angst. Erst dann blickst Du über die Grenzen ins andere Land, ins andere Herz. Erst dann blickst Du über die Grenzen ins eigene Land ins eigene Herz.“ Kritisch beschäftigte er sich mit seiner Heimat und dem Verhältnis von Elsässern und Deutschen einerseits und dem von Franzosen und Deutschen andererseits.
Graff drehte mehr als 200 Filme für deutsche und französische Fernsehanstalten, darunter als erste Produktion Frühling am Rhein – Printemps sur le Rhin, die am 8. Mai 1975 (Jahrestag des Endes des Zweiten Weltkriegs) in Frankreich und Deutschland zeitgleich ausgestrahlt wurde (ZDF/Antenne 2, 17 Jahre vor der Gründung von arte).
Später experimentierte Graff mit neuen Formaten: Die Serie Straßenbekanntschaften mit Trampern oder die Serie Die Welt in einer Schneeflocke, eine Reise durch die Alpen, beide beim ZDF. In Frankreich drehte er zuletzt Bons baisers du Hohneck, ein Point Movie („Ein-Punkt-Film“): Die Kamera stand an einem einzigen Ort (in den Vogesen) und beobachtete Land und Leute. Beim Hörfunk war Graff immer wieder beim Saarländischen Rundfunk oder beim Südwestrundfunk tätig.
Graff arbeitete auch als Kabarettist mit dem deutschen Schauspieler Klaus Spürkel zusammen. Das Stück Sause in Versailles – la grande bouffe gilt in deutsch-französischen Kreisen als Klassiker: Beide Komparsen treten zweisprachig als Protokollchefs ihrer jeweiligen Republik auf und sind beauftragt, deutsch-französische Treffen zu organisieren. Ein Jahr lang sind sie auch in der Sendung Vis à Vis aufgetreten (SWR/France 3 Alsace).
Graff trat auch regelmäßig in einer eigenen Show im Theâtre de la Choucrouterie in Straßburg auf.
Bis zuletzt schrieb er regelmäßig deutsch-französische Kolumnen für Die Rheinpfalz und die Badische Zeitung. Der deutsch-französische Autor mischte Deutsch und Französisch im Satz, ein Format, das auch in Schulen benutzt wird.
Der Elsässer ist in französischen Schulbüchern vertreten mit dem Artikel je t'aime moi non plus, den er für Die Zeit geschrieben hat.

## Auszeichnungen
- 5 × Deutsch-Französischer Journalistenpreis, darunter für die Dokumentation Ich Kommunist. Du CDU (Westdeutscher Rundfunk Köln, WDR)
- 1991: Deutscher Wirtschaftsfilmpreis für die ZDF-Reportage Der Erste Frühling
- 2010: Premier prix de littérature du salon de Marlenheim für den Roman Le vagabond des frontières (Dt. unter dem Titel Grenzvagabund)

## Publikationen (Auswahl)
- Deutschland im August. Reisenotizen eines Gedankenschmugglers, Verlag Elster, Zürich 1985, ISBN 978-3-89151-005-6.
- Der Joker und der Schmetterling. Verlag Elster. Bühl-Moos, ISBN 3-89151-044-6
- Weihnachtsgeschichten für alle Fälle, Illustrationen von Sandra Rüttger, Übersetzt von Eugen Helmlé. Verlag Gollenstein, Blieskastel 1992, ISBN 978-3-930008-46-9.
- Nackte Wahrheiten. Deutsche und Franzosen. Eine Polemik. Verlag Knesebeck, 1994, ISBN 3-926901-72-1.
- Von Liebe keine Spur. Das Elsaß und die Deutschen. Knesebeck, 1996, ISBN 978-3-926901-87-3.
- Donauträume. Stromaufwärts nach Europa. Knesebeck, 1998, ISBN 978-3-89660-044-8.
- Champagner für alle. Weihnachtsgeschichten, Gollenstein Verlag, 2004, ISBN 978-3-935731-72-0.
- Grenzvagabund (Roman), Verlag André Thiele, 2010, ISBN 978-3-940884-36-7.
- Leben wie Gott im Elsass. Deutsche Fantasien, Klöpfer & Meyer, Tübingen 2012, ISBN 978-3-86351-041-1.
- Weihnachten. Geschichten. Rombach, Freiburg, ISBN 978-3-7930-5120-6.
- Der lutherische Urknall. Die Franzosen und die Deutschen. Morstadt, Kehl am Rhein, ISBN 978-3-88571-376-0.
- Zungenknoten: Deutsch-Französische Kolumnen. Wellhöfer Verlag, ISBN 978-3-95428-273-9.